# Сельское поселение Совхоз имени Ленина
Сельское поселение Совхоз имени Ленина — упразднённое муниципальное образование (сельское поселение) в Ленинском муниципальном районе Московской области, расположенное на землях Лесопаркового защитного пояса Москвы. Граничит с Москвой по МКАД в районе Каширского шоссе.
Образовано в 2005 году, включило 3 населённых пункта позже упразднённых Картинского и Горкинского сельских округов. Название поселение получило по названию административного центра — населённого пункта Посёлок совхоза имени Ленина.
Упразднено 5 августа 2019 года.
Посёлок совхоза застроен многоэтажными жилыми домами типовых и индивидуальных серий, частной застройки в поселке нет. Большинство жителей работают в Москве.
Административный центр — посёлок совхоза имени Ленина. Адрес администрации: 142715 Московская область, Ленинский район, Совхоз им. Ленина, административное здание ЗАО «Совхоз имени Ленина», офис № 21
Тел./факс: (495) 548-67-67/548-65-82.
Глава сельского поселения — Добренкова Елена Ивановна.

## Географические данные
Общая площадь — 13,36 км². Муниципальное образование находится в восточной части Ленинского района.

## Население
| 2006  | 2007  | 2008  | 2009  | 2010  | 2011  |
| ----- | ----- | ----- | ----- | ----- | ----- |
| 3080  | ↗3636 | ↗3697 | ↗3738 | ↗4099 | ↗4258 |
| 2012  | 2013  | 2014  | 2015  | 2016  | 2017  |
| →4258 | ↗4406 | ↗4526 | ↗4742 | ↗4926 | ↗4954 |
| 2018  | 2019  | 2020  |       |       |       |
| ↘4893 | ↗5872 | ↗6203 |       |       |       |

## Населённые пункты
Муниципальное образование «Сельское поселение Совхоз им. Ленина» в существующих границах было образовано в 2005 году на основании закона Московской области «О статусе и границах Ленинского муниципального района и вновь образованных в его составе муниципальных образований». В его состав вошли 3 населённых пункта: посёлок совхоза имени Ленина, деревня Малое Видное Картинского сельского округа и деревня Ближние Прудищи Горкинского сельского округа.
| Вид     | Наименование         | Население, чел. (2006) | ОКАТО          |
| ------- | -------------------- | ---------------------- | -------------- |
| деревня | Ближние Прудищи      | 41                     | 46 228 810 010 |
| деревня | Малое Видное         | 4                      | 46 228 816 011 |
| посёлок | Совхоза имени Ленина | 3035                   | 46 228 816 002 |

## Экономика
На территории поселения расположены крупные торговые предприятия: ТК «Твой дом», ТК «Вегас», ТК «StarLight Cash & Carry» (на территории посёлка совхоза имени Ленина), а также ТК «ВЭЙМАРТ» и дилерские центры «Ниссан», «Тойота» и «Лексус».

## Культура
На территории посёлка совхоза имени Ленина в Доме культуры располагается Музей клоунов, в котором размещена многотысячная коллекция клоунов, собранная Заслуженным артистом и бывшим профессиональным клоуном Конопляником Василием Анатольевичем.

## Образование
Государственное автономное общеобразовательное учреждение Школа № 548, Филиал «Инженерный корпус»
Общеобразовательная школа п. Совхоза им. Ленина